# Panda Security
Panda Security, (tidigare Panda Software), är ett spanskt datasäkerhetsföretag som grundades 1990 i Bilbao.
Företaget har tre dotterbolag i USA, Spanien och Frankrike, ett samriskföretag i Kina och franchiseföretag i 56 länder världen över. 
Panda Security utvecklar och levererar säkerhetslösningar som bekämpar virus, hackare, spionprogram, nätfiske, skräppost och andra internethot. 